# Leonard Bundu
Leonard Bundu (Sierra Leona, 21 de noviembre de 1974) es un deportista italiano que compitió en boxeo. Ganó una medalla de bronce en el Campeonato Mundial de Boxeo Aficionado de 1999, en el peso wélter.
En abril de 2005 disputó su primera pelea como profesional. En su carrera profesional tuvo en total 37 combates, con un registro de 33 victorias, 2 derrotas y 2 empates.

## Palmarés internacional
| Campeonato Mundial | Campeonato Mundial       | Campeonato Mundial | Campeonato Mundial |
| Año                | Lugar                    | Medalla            | Categoría          |
| ------------------ | ------------------------ | ------------------ | ------------------ |
| 1999               | Houston (Estados Unidos) | Medalla de bronce  | 67 kg              |